# Aleksandr Metlitski
Aleksandr Metlitski (en biélorusse : Аляксандр Мятліцкі, en russe : Александр Метлицкий), né le 22 avril 1964 à Minsk en Biélorussie, est un footballeur international biélorusse, naturalisé autrichien, qui évoluait au poste de milieu de terrain. 
Il est le directeur sportif du Heart of Midlothian entre 2009 et 2010.

## Biographie

### Carrière de joueur
Aleksandr Metlitski dispute un match en Coupe des coupes, 11 matchs en Coupe de l'UEFA, et 7 matchs en Coupe Intertoto, pour deux buts inscrits,.

### Carrière internationale
Aleksandr Metlitski compte 9 sélections avec l'équipe de Biélorussie entre 1992 et 1997. 
Il est convoqué pour la première fois par le sélectionneur national Mikhaïl Vergeyenko pour un match amical contre l'Ukraine le 28 octobre 1992 (1-1). Il reçoit sa dernière sélection le 30 avril 1997 contre la Lettonie (défaite 2-0).

## Palmarès

### En club
- Avec le LASK Linz
  - Champion d'Autriche de D2 en 1994

- Avec le Vorwärts Steyr
  - Champion d'Autriche de D2 en 1998

- Avec l'ASKÖ Pasching
  - Champion d'Autriche de D3 en 2001
  - Champion d'Autriche de D2 en 2002

### Distinctions personnelles
- Élu Footballeur biélorusse de l'année en 1990